# Bie (Pidie)
Bie is een bestuurslaag in het regentschap Pidie van de provincie Atjeh, Indonesië. Bie telt 480 inwoners (volkstelling 2010).